# Note di viaggio - Capitolo 1: venite avanti...
Note di viaggio - Capitolo 1: venite avanti... è una raccolta di Francesco Guccini composta da canzoni scelte dallo stesso cantautore insieme a Mauro Pagani, reinterpretate con differenti artisti italiani, uscita nel 2019.
La raccolta fa parte di un progetto discografico intitolato Note di viaggio, proseguito nel 2020 con Note di viaggio - Capitolo 2: non vi succederà niente.

## Descrizione
Il primo capitolo della raccolta vede la prima collaborazione nella realizzazione di un progetto discografico tra Francesco Guccini e il musicista e produttore Mauro Pagani, che viene descritto come un viaggio con differenti protagonisti. Il cantautore non compie un'opera autocelebrativa, ma contestualizza alcuni suoi classici nell'epoca moderna, passando per la voce degli artisti scelti per reinterpretarli. Guccini racconta infatti «Mi incuriosisce essere cantato da altri; ... mi incuriosisce vedere l’interpretazione che altri danno dello stesso testo, la scansione, le pause».
Per il progetto il cantautore collabora con Elisa, Luciano Ligabue, Nina Zilli, Malika Ayane, Carmen Consoli, Giuliano Sangiorgi, Margherita Vicario, Francesco Gabbani, Manuel Agnelli, Luca Carboni, Samuele Bersani e Brunori Sas.

## Tracce
Le tracce del primo volume contengono un inedito, Natale a Pavana, unico interpretato da solista da Guccini.
1. Francesco Guccini – Natale a Pavana (inedito) – 5:19
2. Elisa – Auschwitz – 5:09
3. Luciano Ligabue – Incontro – 4:02
4. Carmen Consoli – Scirocco – 4:58
5. Giuliano Sangiorgi – Stelle – 5:25
6. Nina Zilli – Tango per due – 4:50
7. Brunori Sas – Vorrei – 5:01
8. Malika Ayane – Canzone quasi d'amore – 3:17
9. Francesco Gabbani – Quattro stracci – 4:13
10. Samuele Bersani, Luca Carboni – Canzone delle osterie di fuori porta – 6:22
11. Margherita Vicario – Noi non ci saremo – 3:50
12. Manuel Agnelli, Mauro Pagani – L'avvelenata – 4:32

## Classifiche
| Classifica (2019) | Posizione massima |
| ----------------- | ----------------- |
| Italia            | 3                 |
| Italia (vinili)   | 1                 |

### Classifiche di fine anno
| Classifica (2019) | Posizione |
| ----------------- | --------- |
| Italia            | 78        |